# Pogoniulus chrysoconus
Pogoniulus chrysoconus là một loài chim trong họ Lybiidae.